# Glochidion wisselense
Glochidion wisselense är en emblikaväxtart som beskrevs av Airy Shaw. Glochidion wisselense ingår i släktet Glochidion och familjen emblikaväxter. Inga underarter finns listade i Catalogue of Life.